# Tauro Sport Auto

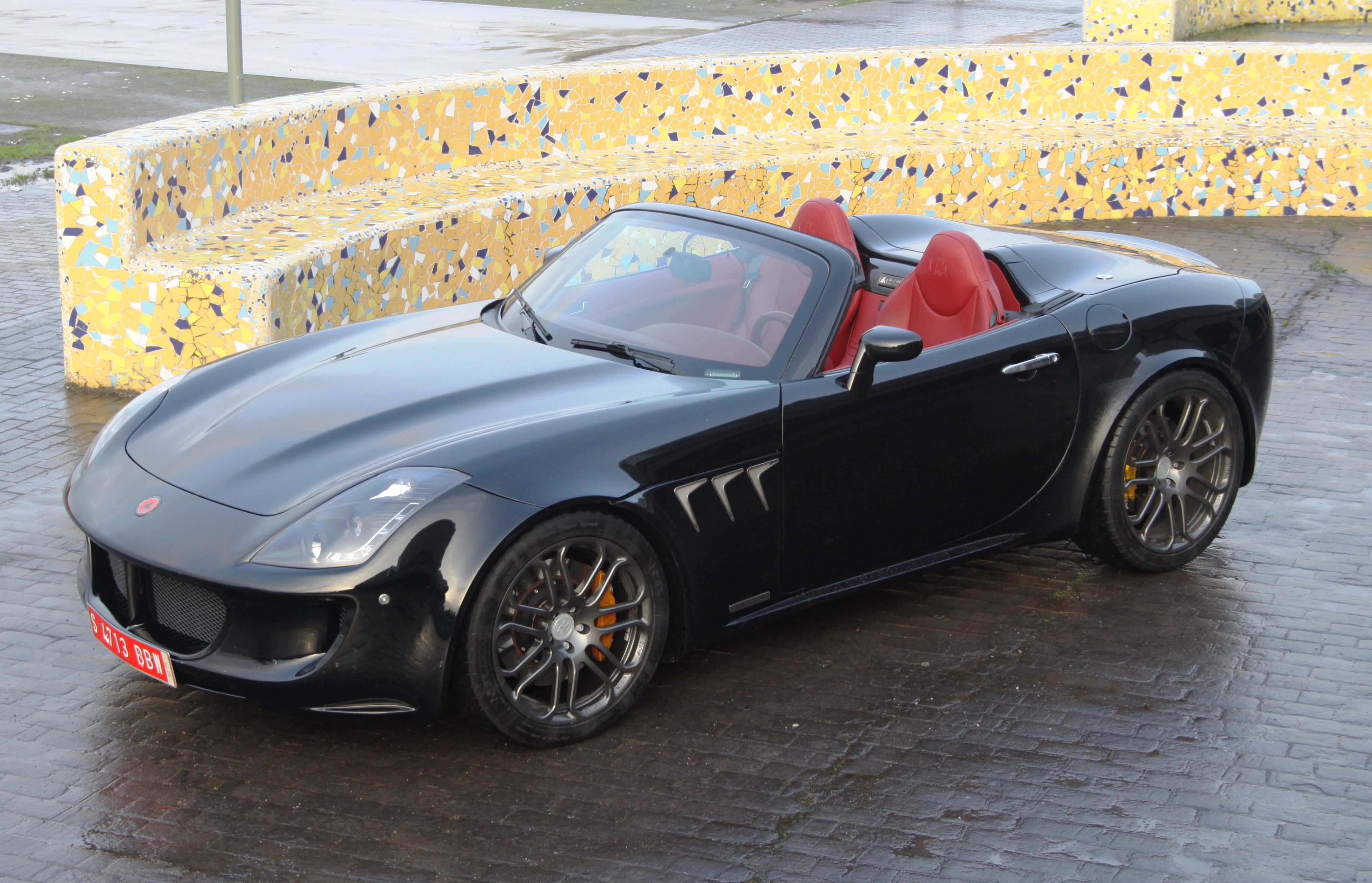
Tauro Sport Auto V8 Spider

Tauro Sport Auto є іспанським виробником спортивних автомобілів, створеним у 2010 році у Вальядоліді. Компанія була заснована у 2010 році, групою іспанських бізнесменів, які приєдналися до британського виробника гоночних автомобілів, щоб створити компанію.
Найпопулярніша модель Tauro V8, базується на шасі Pontiac Solstice, і працює від двигуна Chevrolet, який є базовим двигуном і пропонується в чотирьох варіантах: Спайдер (Spider), Купе (Coupé), Саета (Saeta) і Портаго (Portago).  
Основні ринки для Tauro: Європейський Союз, Росія, Об'єднані Арабські Емірати, Китай і США.